# Daucinae
Daucinae je podtribus štitarki, dio tribus Scandiceae. Sastoji se od 14 rodova, od kojih je najvažniji mrkva (Daucus)
Podtribus je opisan 1827.

## Rodovi
1. Orlaya Hoffm. (3 spp.)
2. Caucalis L. (1 sp.)
3. Daucus L. (45 spp.)
4. Silphiodaucus (Koso-Pol.) Spalik, Wojew., Banasiak, Piwczyñski & Reduron (2 spp.)
5. Cuminum L. (3 spp.)
6. Ammodaucus Coss. & Durieu (2 spp.)
7. Laserpitium L. (8 spp.)
8. Laserocarpum Spalik & Wojew. (1 sp.)
9. Ekimia H. Duman & M. F. Watson (4 spp.)
10. Thapsia L. (23 spp.)
11. Siler Mill. (2 spp.)
12. Laser Borkh. ex G. Gaertn., B. Mey. & Scherb. (8 spp.)
13. Froriepia K. Koch (1 sp.)
14. Yildirimlia Dogru-Koca (1 sp.)